# Hacienda
Hacienda – w przeszłości stanowił hotel i kasyno, który funkcjonował przy bulwarze Las Vegas Strip w latach 1956–1996. Był własnością Standard Motels, Inc., a zarazem czwartym obiektem należącej do korporacji sieci hoteli Hacienda. Pozostałe znajdowały się we Fresno, Bakersfield oraz Indio. Przed wejściem do hotelu widniał ogromny znak "Horse and Rider", który obecnie jest częścią ekspozycji w muzeum Neon Museum.
Położony przy krańcowozachodniej części Las Vegas Strip, Hacienda był pierwszym hotelem, który widzieli goście przybywający do Las Vegas z Kalifornii. Obiekt znajdował się poza tym blisko McCarran International Airport i w okresie największej świetności prowadził własne linie lotnicze, Hacienda Airlines.

## Historia
Właściciel Hacienda, "Doc" Bayley, w 1957 roku powołał do życia Hacienda Airlines, oferujące przede wszystkim loty z Los Angeles do Las Vegas. Linie operowały ponad 30 maszynami, wśród których były m.in.: Douglas DC-3, Douglas DC-4 oraz Lockheed Constellation.
W latach 70. nowym właścicielem kasyna została firma Argent Corporation.
W 1995 roku Hacienda został wykupiony przez Circus Circus Enterprises, jeden z oddziałów korporacji Archon Corporation. W tym okresie, w Las Vegas zaczęła zradzać się moda na budowę megakompleksów. W okolicy otwarto między innymi Luxor, który stanowił konkurencję dla mniejszych i mniej atrakcyjnych obiektów rozrywkowych. 1 grudnia 1996 roku Hacienda zakończył działalność, a miesiąc później został wysadzony. Proces implozji został wyemitowany przez telewizję Fox Network jako część noworocznej transmisji.
W marcu 1999 roku, w miejscu zajmowanym przez Hacienda, otwarty został nowy obiekt – Mandalay Bay Resort and Casino.